# Bad Gandersheim

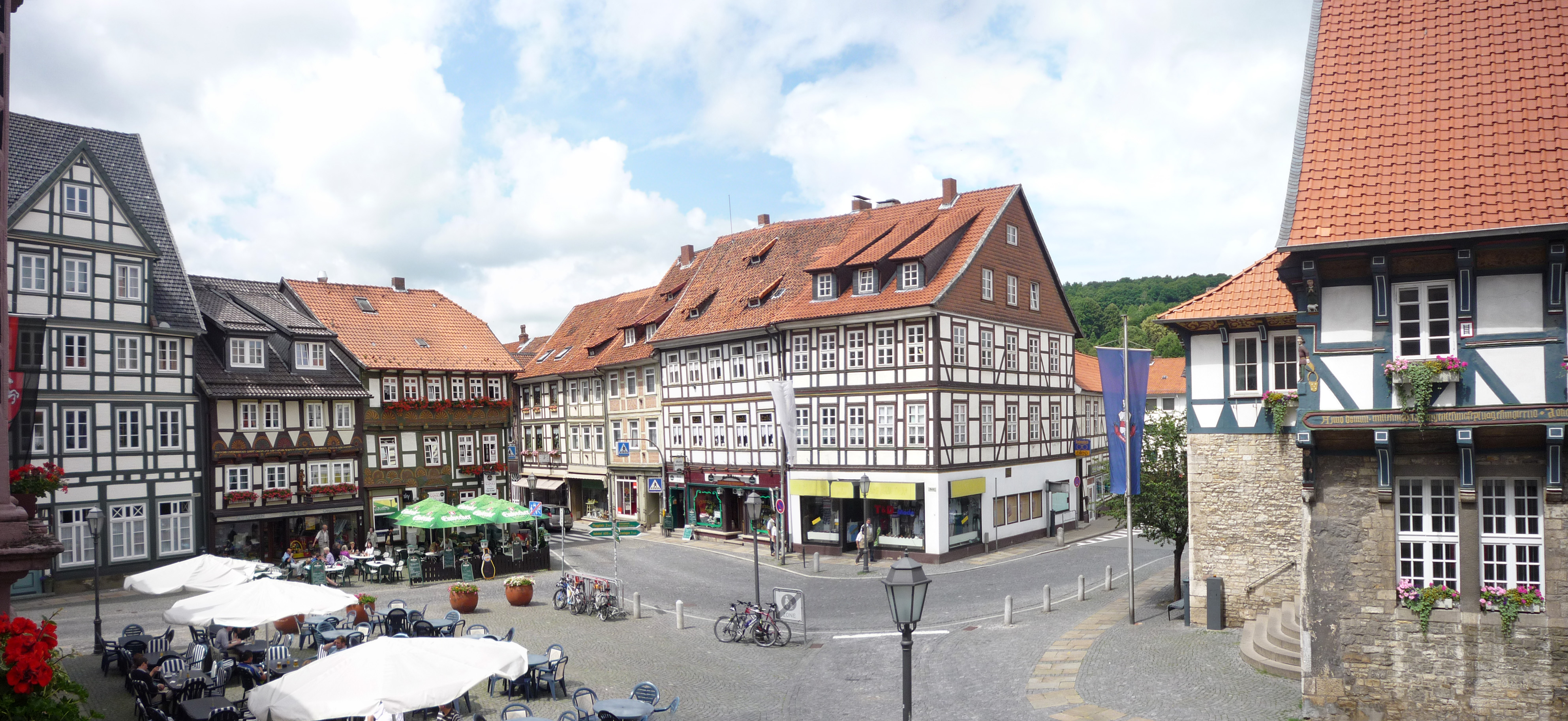

Bad Gandersheim är en stad i Niedersachsen i Tyskland, drygt 50 km söder om Hannover. I en av byarna i kommunen, Helmscherode, föddes den tyske fältmarskalken Wilhelm Keitel (1882-1946).